# 哈拉道口镇 (建平县)
哈拉道口镇，是中华人民共和国辽宁省朝阳市建平县下辖的一个乡镇级行政单位。

## 行政区划
哈拉道口镇下辖以下地区：
哈拉道口村、三合号村、四家村、双丰村、上新井村、嘎岔村和刘尺营子村。